# Zápas s nebem
Zápas s nebem (cu sensul de Lupta cu Cerul) este un roman științifico-fantastic ceh, în trei părți, de aventuri, scris de J. M. Troska⁠(d). A fost publicat pentru prima dată în 1940–1941.
Romanul este o continuare vagă a cărților anterioare ale lui Troska (în principal trilogia Căpitanul Nemo).
Destinat tinerilor, romanul este considerat hard science fiction prin conceptul său, cu toate că descrierea legilor fizicii este naivă chiar și pentru vremea sa; în roman toate planetele Sistemului Solar sunt locuite.
Cartea a fost publicată pentru prima dată în foileton între 1940 și 1941, apoi în 1970 și 1992.

## Rezumat

### Partea IDevoratorul Morții(Smrtonoš)[2]
Trei tineri, descendenți ai eroilor trilogiei Căpitanul Nemo, fac experimente cu  electricitatea. Acest lucru îl determină pe Nemo să construiască Aeronautica - o navă spațială alimentată cu electricitate statică. Cu această navă, eroii călătoresc mai întâi pe Lună, unde găsesc locuitori similari creaturilor descrise de H. G. Wells în romanul Primii oameni în Lună. După o coliziune cu aceștia, descoperă rămășițele anticei Atlantide într-o altă parte a Lunii. 
Următoarea călătorie a eroilor îi duce pe Marte. Aici găsesc o civilizație perfectă, similară cu mitica Utopia. Cu toate acestea, la o cercetare mai atentă, descoperă că cealaltă jumătate a planetei este controlată de maleficul conducător - Devoratorul Morții. Datorită curiozității lor, cad în captivitatea acestuia. După mai multe aventuri, însă, îl înving și permit ca Utopia să se răspândească pe toată planeta.

### Partea a II-aCa zeii(Podobni bohům)
După ce părăsesc Marte, cei trei se opresc pentru scurt timp pe un mic asteroid, unde descoperă o civilizație cu locuitori în miniatură, similari cu cei de pe Lilliput. Apoi vizitează Venus, unde explorează o lume primitivă care este un amestec între era mezozoică a Pământului și începuturile civilizației umane. Cu toate acestea, descoperă și mașinile unei civilizații tehnologice avansate. Nava acestora (pe care o numesc Fantoma Galbenă) îi răpește în cele din urmă, îi capturează și îi lasă pe o lună pustie, o cometă.

### Partea a III-aFlagelul Cerului(Metla nebes)[3]
Pe cometă, ei întâlnesc un reprezentant al unei civilizații avansate a locuitorilor asteroizilor. Împreună reușesc să scape din exilul pustiu și primesc o nouă navă de la locuitorii asteroizilor - Flagelul Cerului. Împreună încep să-și caute răpitorii (de pe Fantoma Galbenă), care vin de pe planetele exterioare și terorizează planetele interioare. Cu toate acestea, găsesc doar epava navei lor. După ce vizitează planeta Mercur, unde li se alătură fostul conducător local, se întorc pe Pământ, unde călătoria se încheie după încă câteva aventuri.

## Personaje
- Arne Farin – unul dintre personajele principale, un inginer electrician prudent, înarmat cu raze ale morții (o armă electrică similară cu un laser)
- Pavel Horák – al doilea dintre cele trei personaje principale, un medic
- Petr Brada – al treilea dintre eroi, un inginer uneori nesăbuit
- Žoli – un locuitor de pe un asteroid, avansat tehnologic, tovarăș în timpul celei de-a treia cărți
- Gabriel - fost rege pe Mercur, un alt tovarăș în timpul celei de-a treia cărți
- Agir - purtător de cuvânt al civilizației marțiene
- Nemo – conducătorul unui regat subteran secret, echipat cu tehnologie avansată

## Fizică și tehnologie
Troska, la fel ca în celelalte romane ale sale, descrie fenomenele fizice într-un mod care era deja depășit în peioada sa. Propulsia spațială pe care o descrie funcționează pe principiul electrostatic, pe care îl combină parțial cu  electromagnetismul; rachetele din lumea sa sunt echipate cu poli de ancorare, în care este suficient să se introducă o înaltă tensiune corectă pentru a face racheta să zboare în direcția dorită.

## Teatru radiofonic
Un fragment din a doua parte –  Ca zeii – despre întâlnirea cu Fantoma Galbenă a fost dramatizat la radio în 2020. A fost înregistrat în studioul Radiodifuziunii Cehe din Ostrava și a avut premiera la Vltava pe 5 august 2020.